# Мосарабское пение
Мосарабское пение, мозарабский распев (исп. canto mozárabe), испано-мосарабское пение — музыкальное оформление мосарабского (мозарабского) обряда Испанской вестготской церкви.

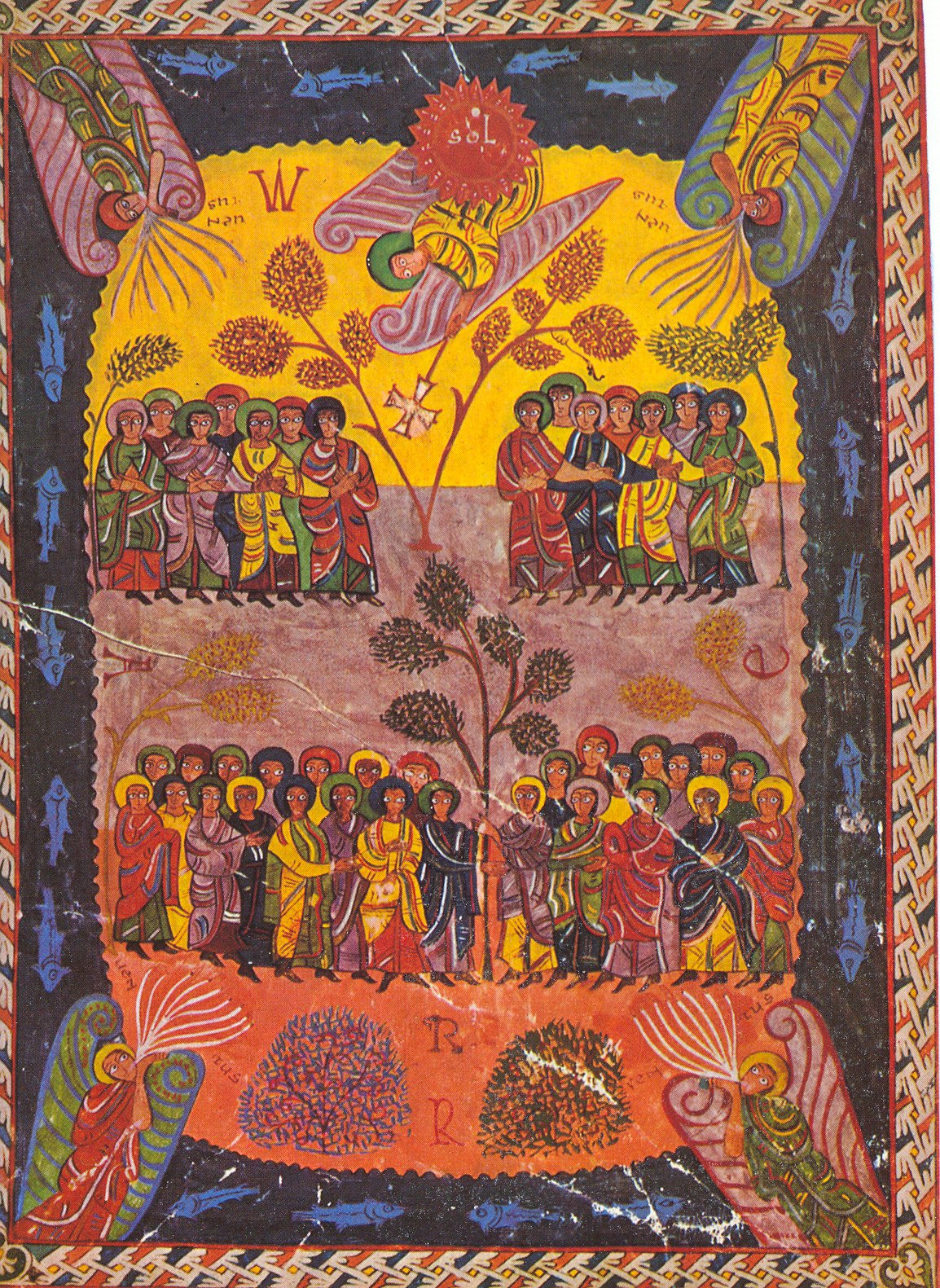
Ангел, солнце и четыре ветра (Откр. 7), миниатюра из беатуса Сан-Мигель-де-ла-Эскалада, Библиотека и музей Моргана, Нью-Йорк, Ms. 644, f.° 115v.

## Музыкальные особенности
Испанское пение — монодия в диатонических ладах, построенная по принципу свободного ритма.

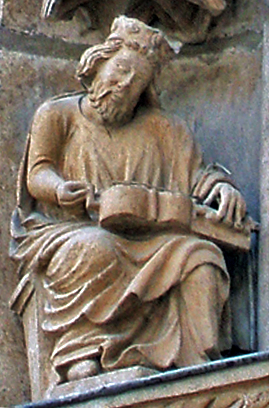
Музыкант играет на органистре (Пуэрта-дель-Сарменталь, Бургосский собор, Испания, XIII век)

- Пение: преимущественно вокальная музыка, музыкальные инструменты сопровождают её, но не исполняют мелодию. Инструментальное сопровождение следует правилам, указанным в Псалме 150, 3-6: Laudate eum in sono tubae, laudate eum in psalterio et cithara, laudate eum in tympano et choro, laudate eum in chordis et órgano, laudate eum in cymbalis benesonantibus, laudate eum in cymbalis iubilationis, omne quod spirat, laudet Dominum. Alleluia. Некоторое представление об этом сопровождении дают миниатюры беатусов и работы романских скульпторов.
- Монодия: прослеживается только одна мелодия, несмотря на то, что, как и в других христианских литургических пениях[источник не указан 3011 дней], иногда она исполняется с параллельным движением в уменьшенную квинту, увеличенную кварту[источник не указан 3011 дней] и октаву, в зависимости от тесситуры исполнителя.
- Диатоника: хроматизм не допускается, исполнение строится на основе гамм, чередующих целые тона и полутона в интервалах ми-фа и си-до'.
- Свободный ритм: в отличие от полифонии, нет математической последовательности акцентов, зависящей от предопределенного такта (то есть свободный значит неразмеренный). Основную ритмическую единицу в испанском пении составляют арсис и тезис (сильная и слабая часть стопы). Таким образом образуется ритм с разными по длительности составляющими элементами, которые свободно, не изохронно, возвращаются в изначальный метр, в результате чего появляется переменное чередование двух- и трехдольных метров.

Помимо этого, как и во всех диатонических музыкальных системах, в ладах мосарабского пения наблюдается наследие античной греко-римской музыки.

## Редкие музыкальные формы
С литературной точки зрения, музыкальная форма литургического пения находится в прямой зависимости от слога, обстановки и содержания текстов литургического акта: мессы, молебна и т. д. (см. Мосарабский обряд) Встречаются следующие формы песнопения:
- - Ad accedentes.
  - Ad pacem.
  - Ad Sanctus. Респонсорий, который служит введением в Sanctus.
  - Agios.
  - Alleluia.
  - Alleluiaticum.
  - Apostolus.
  - Benedictiones.
  - Clamores.
  - Credo
  - Doxología.
  - Evangelium.
  - Gloria in excelsis.
  - Graecum.
  - Himno.
  - Laudes.
  - Lectio.
  - Missa'.
  - Oratio admonitionis.
  - Pater Noster.
  - Preces.
  - Prelegendum.
  - Psallendum
  - Repletum o Refecti.
  - Responsorium.
  - Sacrificium.
  - Salmo.
  - Sancta Sanctis.
  - Sanctus.
  - Sono.
  - Threni.
  - Versus.

С точки зрения структуры, различаются пять групп музыкальных форм, встречающиеся практически во всех христианских литургических традициях:
- - Реперкусса.
  - Гимн.
  - Lectio.
  - Респонсорий.
    - Литания.
    - Краткий респонсорий.

  - Антифон.
    - Аллилуйя.

  - Мелизматическое пение или троп, имеющее место в определённые моменты мессы (Kyrie, Gloria, Credo, Sanctus, Agnus Dei).

## Музыкальная нотация

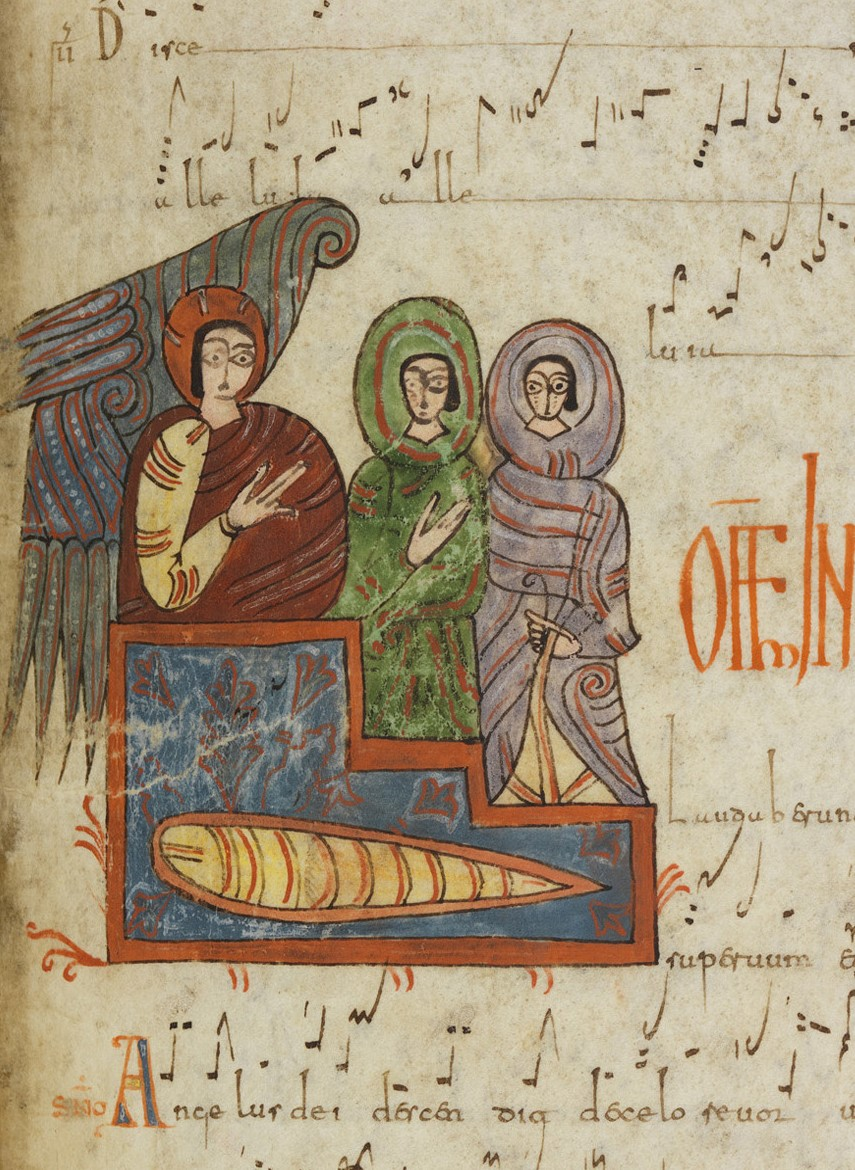
Страница с вестготской нотацией из Леонского антифонария, X в.

Когда в XI в. начинает выходить из оборота испанский обряд, нотация, которая используется для регистрации мелодий, невменная. Так как этот вид вестготской нотации находился в прямой связи с вестготской письменностью, которая преобладала в то время на испанских землях, она не включала в себя достижения музыкальной фиксации Гвидо д'Ареццо. Её чтение основывалось в основном на мнемотехнии, вследствие чего её современная интерпретация крайне затруднительна.
Некоторые кодексы чередуют или сопровождают вестготскую нотацию аквитанской, что проливает свет на некоторые из мелодий. Тем не менее из-за неоднородности копиистов и школ письма она с трудом поддается расшифровке.
Только благодаря реформе Сиснероса большинство испанских мелодий дошли до нас, переведенные на григорианскую нотацию в XV в.

## Источники

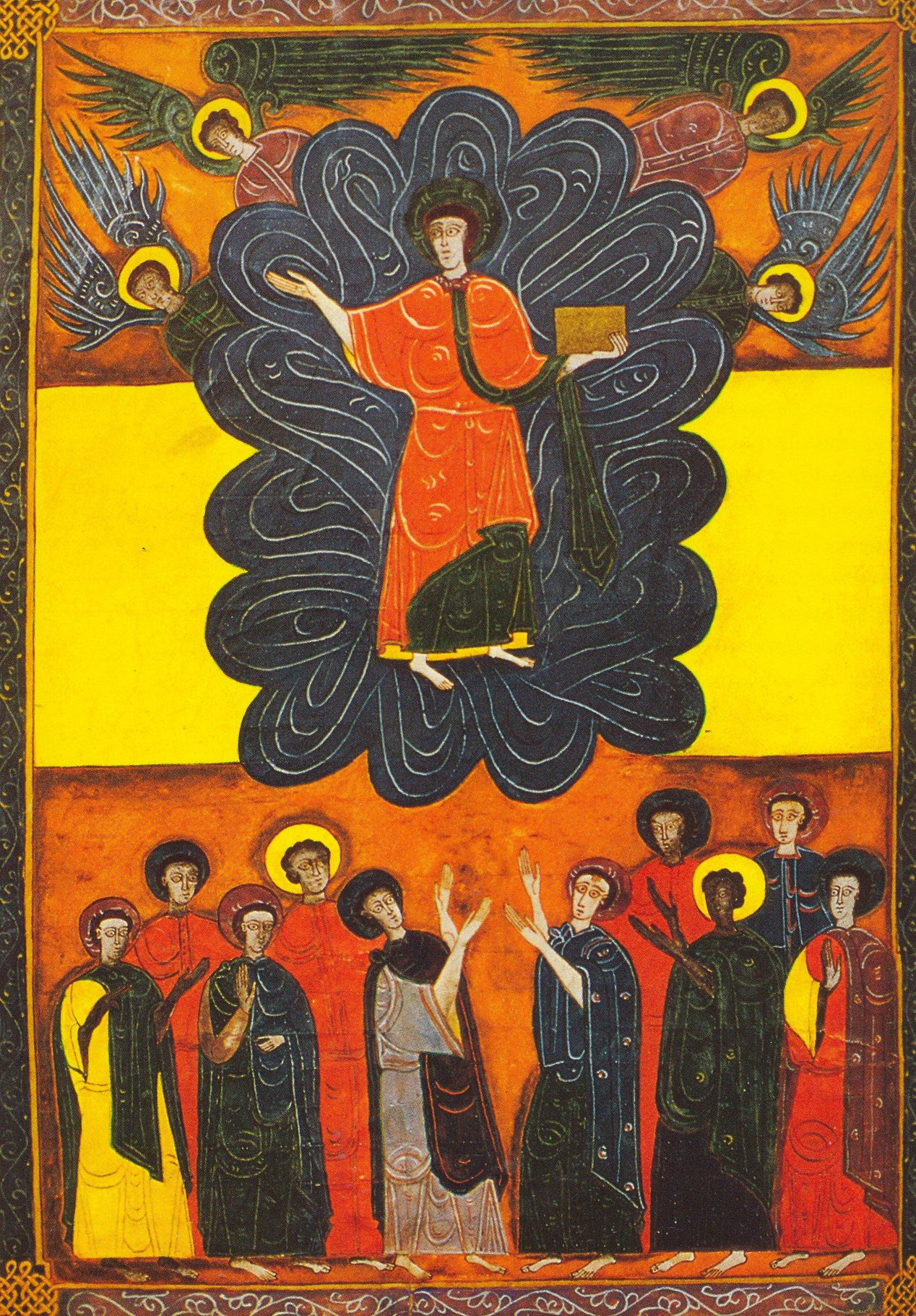
Христос с Книгой жизни, миниатюра из Беатуса Факундуса (Мадрид, Национальная библиотека Испании, Ms Vit. 14.2, f.° 43v.).

### Библейские кодексы
Содержат тексты из Библии и служат для чтения lectio в литургии часов. Наиболее часто встречающийся пассаж — Плач Иеремии.
- Мадрид, Библиотека Университета Комплутенсе, Ms. 31, ss. IX—X.
- Бургос, Церковный архив, 3, X в. Происхождение: монастырь Карденья. Вестготская нотация.
- Силос, Монастырский архив, б/н. Отрывки из Библии из монастыря Онья.

### Liber commicus
Книга lectioдля литургии часов и мессы. Принадлежит лектору.
- Отён, Муниципальная библиотека, 27 (s. 29), VII в.
- Париж, Национальная библиотека, Lat. 2269, VIII—IX вв.
- Толедо, Церковная библиотека, ms. 35.8, IX или XI в.
- Париж, Национальная библиотека, Nouv. Acq. Lat. 2171, дописан в 1067 г. Происхождение: монастырь Силос.
- Леон, Церковный архив, 2, IX в.
- Мадрид, Библиотека Королевской академии Истории, Aemil. 22, 1073 г. Происхождение: монастырь Сан-Мильян-де-ла-Коголья.

### Liber psalmarius et canticorum
В сборник входят Псалтирь и другие песнопения из Ветхого Завета. Включает антифоны, предшествующие чтению псалмов и песен.
- Сан-Лоренсо-де-эль-Эскориаль, Монастырская библиотека, a III 5, X в.
- Мадрид, Библиотека Королевской академии Истории, Aemil. 64 bis y 64 ter, X в. Происхождение: монастырь Сан-Мильян-де-ла-Коголья.
- Асинас, Муниципальный архив, б/н, IX в. Происхождение: монастырь Силос.

### Liber hymnorum
Сборник небиблейских поэм, используемых в обряде. Согласно св. Исидору их ввел в оборот Иларий Пиктавийский и популяризировал Амвросий Медиоланский. Из амвросианского обряда они попали в испанский.
- Мадрид, Национальная библиотека, ms. 10.001, XI в. Происхождение: Толедо. Вестготская нотация.
- Лондон, Британская библиотека, ms. add. 30.851, XI в. Происхождение: монастырь Силос. Вестготская нотация.

### Liber psalmographus
Книга молитв из псалмов и антифонов. Не сохранилась.

### Manuale
Книга священника, отправляющего мессу. Содержала обычные тексты мессы, которые в испанском обряде были крайне разнообразны. Сохранился только один экземпляр.
- Толедо, Церковная библиотека, 35.3, XI или XIII в.

### Antiphonarium
Книга кантора, содержит, помимо антифонов, все распевы, которые исполнялись во время обряда.
- Леон, Кафедральный архив, № 8, X в. Единственный, принадлежащий к традиции Б, который сохранился полностью. Содержит все песни мессы и литургии часов, порядок литургического календаря и праздников, обычных празднований и ярмарок. Важнейший музыкальный кодекс испанского обряда. Известен как Леонский антифонарий.
- Сарагоса, Юридический факультет. Известен как Книга св. Вото, X в. Происхождение: монастырь Сан-Хуан-де-ла-Пенья.
- Париж, Национальная библиотека, Nouv. Acq. Lat. 2199, X в. Происхождение: монастырь Силос. Традиция А. Вестготская нотация.
- Лондон, Британская библиотека, ms. add. 11.695, XI в. Происхождение: монастырь Силос. Традиция Б. Вестготская нотация. Является беатусом, содержащим отрывок из антифонария месс св. Романа и 1-й ярмарки адвента.
- Мадрид, Национальная библиотека, ms. 11.556, XI в. Происхождение: монастырь Сан-Сойло-де-Каррьон. Традиция Б. Вестготская нотация.

### Liber orationum
Содержит молитвы праздничной кафедральной службы.
- Верона, Церковная библиотека, ms. 89, 731 г. Происхождение: Таррагона.
- Лондон, Британская библиотека, ms. add. 30.852, XI в. Происхождение: монастырь Силос. Традиция А. Вестготская нотация.

### Liber sermorum
Содержит проповеди святых вестготских отцов для чтения после Евангелие. Без музыки.
- Лондон, Британская библиотека, ms. add. 30.853, XI в. Происхождение: монастырь Силос. Традиция А.

### Liber ordinum
Включает полные молитвы литургии часов и ритуалов причащения. Различаются два типа — episcopalis или maior и sacerdotalis или minor.
- Силос, Архив монастыря, ms. 4, 1052 г. Традиция А. Вестготская и аквитанская нотация (страница 144). Liber ordinum maior.
- Силос, Архив монастыря, ms. 3, 1039 г. Традиция А. Вестготская нотация. Liber ordinum minor.
- Мадрид, Библиотека Королевской академии Истории, Aemil. 56, X в. Происхождение: монастырь Сан-Мильян-де-ла-Коголья. Традиция А. Вестготская и аквитанская нотация. Liber ordinum minor.

### Liber horarum
Содержит полные службы Ordo monasticum.
- Силос, Архив монастыря, ms. 7, XI в. Традиция А. Вестготская нотация. Единственный полностью сохранившийся.
- Сантьяго-де-Компостела, Университетская библиотека, res. 5, 1058 г. Известен как Книга часов Фердинанда I. Традиция Б. Вестготская нотация.
- Саламанка, Университетская библиотека, ms. 2668, 1059 г. Происхождение: Леон. Традиция Б. Вестготская нотация.
- Лондон, Британская библиотека, ms. add. 30.851, XI в. Происхождение: Силос. Традиция Б. Вестготская нотация.
- Толедо, Церковная библиотека, ms. 33.3, XII или XIII в. Традиция Б. Вестготская нотация.

### Liber precum
Включает молитвы для мессы, молитвы в виде литании и покаянные молитвы. Ни один отдельный экземпляр не сохранился. Все, что дошло до нас, входит в другие рукописи.
- Лондон, Британская библиотека, ms. add. 30.845, XI в. Входит в Liber misticus.
- Толедо, Церковная библиотека, ms. 35.5. Входит в Liber misticus.

### Liber mixtusилиmisticus
В один кодекс входят формуляры вышеупомянутых книг, переплетенные в тома.
- Лондон, Британская библиотека, ms. add. 30.844, X в. Происхождение: монастырь Силос. Традиция А. Вестготская нотация.
- Лондон, Британская библиотека, ms. add. 30.845, X в. Происхождение: монастырь Силос. Традиция А. Вестготская нотация.
- Лондон, Британская библиотека, ms. add. 30.846, XI в. Происхождение: монастырь Силос. Традиция А. Вестготская нотация.
- Силос, Архив монастыря, ms. 6, XI в. Традиция А и в конце Б. Вестготская нотация. Известен как Breviarium Gothicum.
- Толедо, Церковная библиотека, ms. 35.5, XIII в. Традиция А. Вестготская нотация. Эта рукопись основана на реформе Сиснероса.
- Толедо, Церковная библиотека, ms. 35.6, X—XI вв. Традиция Б. Вестготская нотация.
- Толедо, Церковная библиотека, ms. 35.7, XI—XII вв. Традиция А. Вестготская нотация.
- Мадрид, Национальная библиотека, ms. 10.110, XI или XII—XIII вв. Происхождение: собор Толедо. Традиция Б. Вестготская нотация.
- Madrid, Библиотека Королевской академии Истории, Aemil. 30, X в. Происхождение: монастырь Сан-Мильян-де-ла-Коголья. Традиция А. Вестготская нотация.

Помимо указанных кодексов, многочисленные отрывки хранятся в испанских монастырях и соборах, в Мадриде (в Национальной библиотеке, Королевской академии Истории), Париже (в Национальной библиотеке), Лондоне (в Британской библиотеке), Риме (в Ватиканской библиотеке), Вашингтоне (в Библиотеке Конгресса) и т. д.